# Semotilus
Semotilus é um género de peixe actinopterígeo da família Cyprinidae.
Este género contém as seguintes espécies:
- Semotilus atromaculatus (Mitchill, 1818)
- Semotilus corporalis (Mitchill, 1817)
- Semotilus lumbee Snelson & Suttkus, 1978
- Semotilus thoreauianus D. S. Jordan, 1877